# Sông San Joaquin
Sông San Joaquin (đọc là /'sæn wɑ'kin/), như "xan hoa-kin", dài 330 dặm (530 km), là sông dài thứ nhì ở California, Hoa Kỳ. Sông San Joaquin và 8 phụ lưu chính rút nước trong lưu vực rộng 83.000 km² trong thung lũng sông San Joaquin thuộc bang California.
Sông San Joaquin khởi nguồn từ rặng núi Sierra Nevada ở phía đông tiểu bang. Sông chảy theo triền núi sang hương tây rồi tây bắc qua miền trung California và hợp lưu với sông Sacramento lúc đổ vào vịnh Suisun gần Oakland. Sông này góp lượng nước đáng kể vào hệ thống thủy lợi và thủy điện của khu vực nông nghiệp trù phú ở thung lũng San Joaquin.